# Маже
Маже (пол. Maże, нім. Maaschen) — село в Польщі, у гміні Каліново Елцького повіту Вармінсько-Мазурського воєводства.
Населення — 113 осіб (2011).
У 1975—1998 роках село належало до Сувальського воєводства.

## Демографія
Демографічна структура станом на 31 березня 2011 року:
|          | Загалом | Допрацездатний вік | Працездатний вік | Постпрацездатний вік |
| -------- | ------- | ------------------ | ---------------- | -------------------- |
| Чоловіки | 60      | 6                  | 49               | 5                    |
| Жінки    | 53      | 11                 | 29               | 13                   |
| Разом    | 113     | 17                 | 78               | 18                   |